# Culto à personalidade na Coreia do Norte

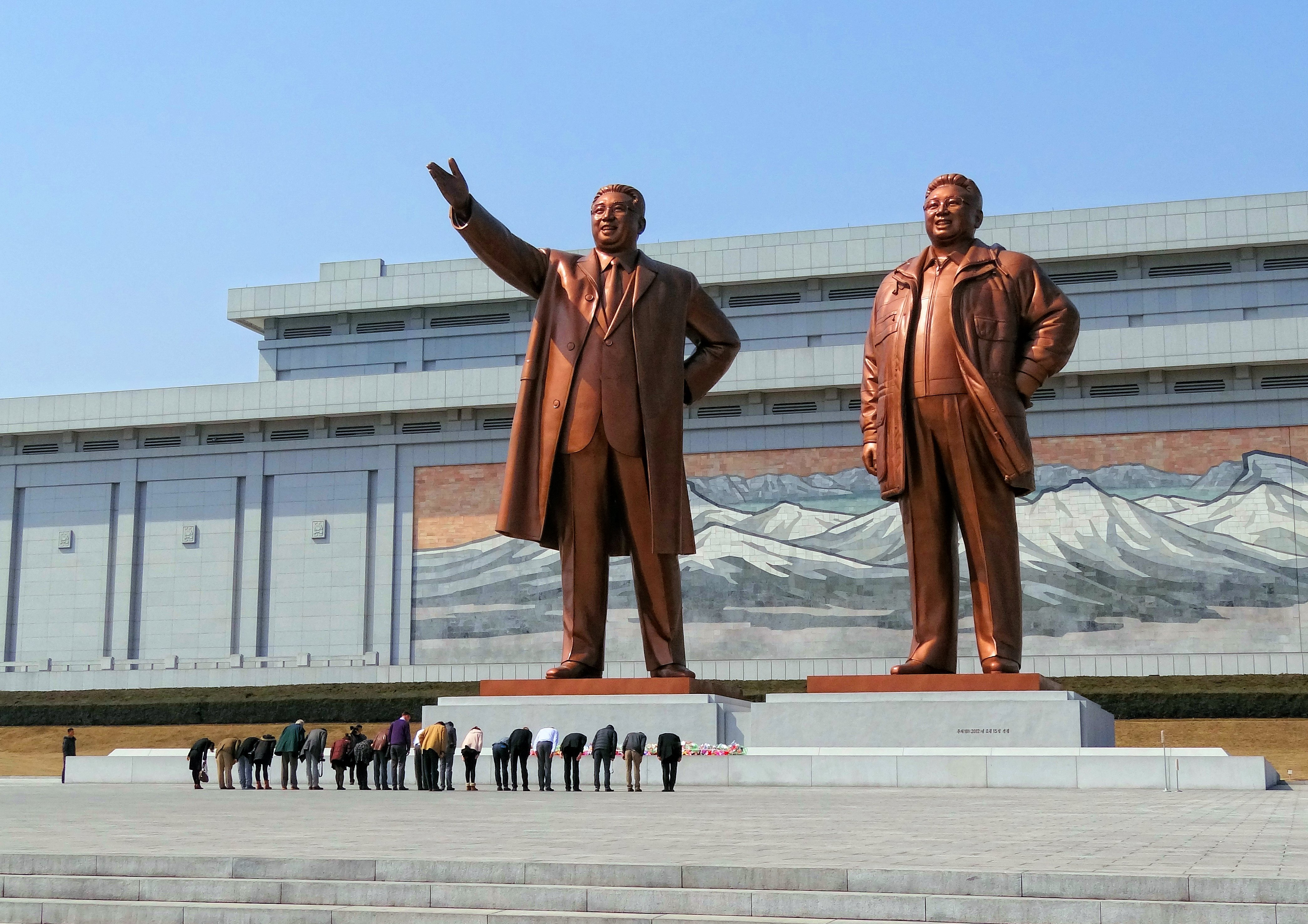
A versão antiga das gigantes estátuas no Grande Monumento da Colina Mansu em Pyongyang, com Kim Il-sung (à esquerda) e Kim Jong-il (à direita).

O culto à personalidade na Coreia do Norte existe há décadas e pode ser encontrado em muitos exemplos da cultura norte-coreana. Embora não seja reconhecido oficialmente pelo governo norte-coreano, muitos desertores e visitantes ocidentais afirmam que há duras penas para aqueles que criticam ou não tratam o regime com o "respeito adequado". O culto à personalidade começou logo após Kim Il-sung tomar o poder em 1948 e foi grandemente ampliado após sua morte, em 1994.
Enquanto outros países tiveram cultos à personalidade em vários graus (como o de Joseph Stalin na União Soviética), a abrangência e a natureza extrema do culto à personalidade na Coreia do Norte ultrapassa o de Stalin ou Mao Zedong. O culto também é marcado pela intensidade dos sentimentos das pessoas e de sua devoção a seus líderes,:25 e o papel-chave desempenhado por uma ideologia confucionista do familismo, tanto na manutenção do culto e, portanto, na manutenção do próprio regime. O culto norte-coreano à personalidade é uma grande parte do totalitarismo e do socialismo norte-coreano. Kim Il-sung desenvolveu a ideologia política da ideia Juche, geralmente entendida como autossuficiência, e a desenvolveu ainda entre as décadas de 1950 e 1970. Juche tornou-se o principal guia de todas as formas de pensamento, educação, cultura e vida em toda a nação até Kim Jong-il introduzir a política Songun (militares em primeiro lugar) que aumenta a filosofia Juche e tem um grande impacto nas políticas econômicas nacionais.
De acordo com Suh Dae-sook, o culto à personalidade em torno da família Kim requer total lealdade e subjugação e estabelece o país como uma ditadura de um homem só através de sucessivas gerações. A constituição de 1972 da Coreia do Norte incorpora as ideias de Kim Il-sung como o único princípio orientador do Estado e suas atividades como a única herança cultural do povo. Segundo a New Focus International, o culto à personalidade, particularmente em torno de Kim Il-sung, tem sido crucial para legitimar a sucessão hereditária da família, e Park Yong-soo disse na Australian Journal of International Affairs que o "prestígio do Suryong (líder supremo) recebeu a mais alta prioridade, sobre tudo na Coreia do Norte".
De acordo com um relatório de 2013 da New Focus International, as duas principais agências de notícias coreanas (Rodong Sinmun e Agência Central de Notícias da Coreia) publicam cerca de 300 artigos por mês relacionados ao "culto de Kim". O relatório sugere ainda que, com a morte de Kim Jong-il, o cidadão norte-coreano está cada vez mais cansado da grande quantidade de propaganda que envolve os Kims. O Daily NK também publicou em 2015 que a geração mais jovem está mais interessada no mundo exterior e que o governo está encontrando dificuldades para garantir a lealdade da geração "jangmadang" (mercado) e promover a idolatria do atual líder Kim Jong-un.
O governo norte-coreano afirma que não há culto à personalidade, mas sim adoração genuína ao herói.

## Kim Il-sung

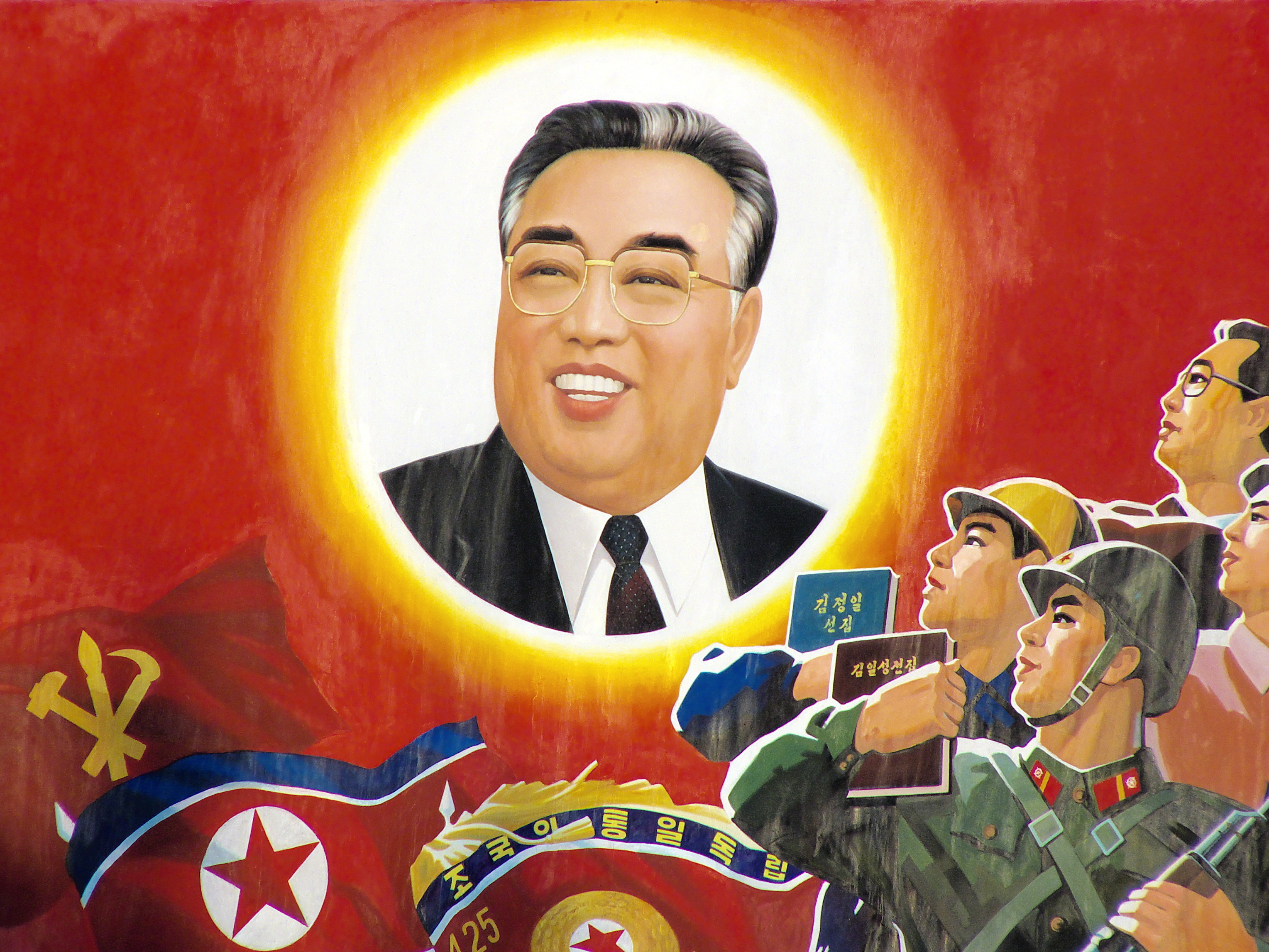
Cartaz de Kim Il-sung

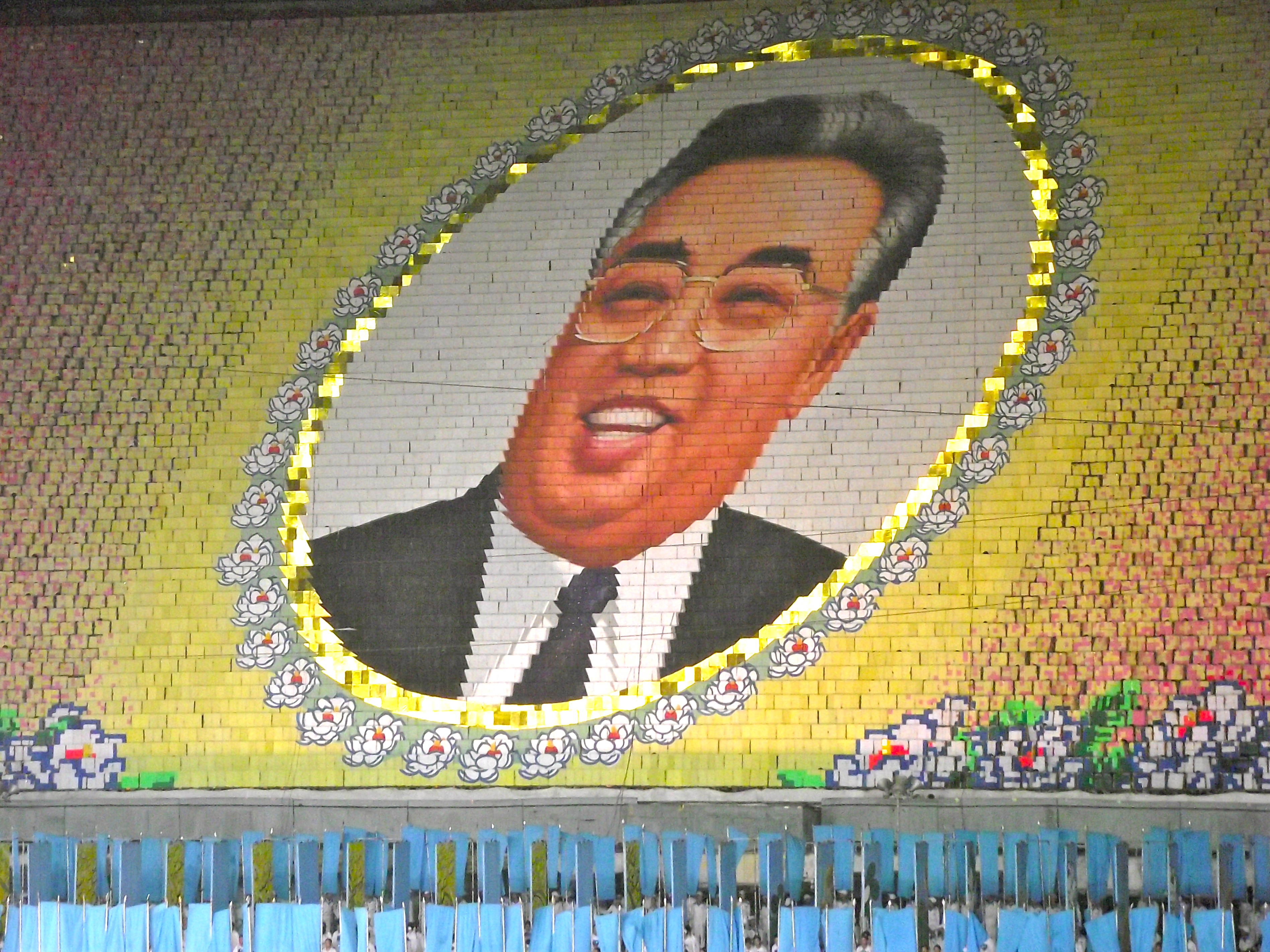
Imagem de Kim Il-sung durante o Festival Arirang.

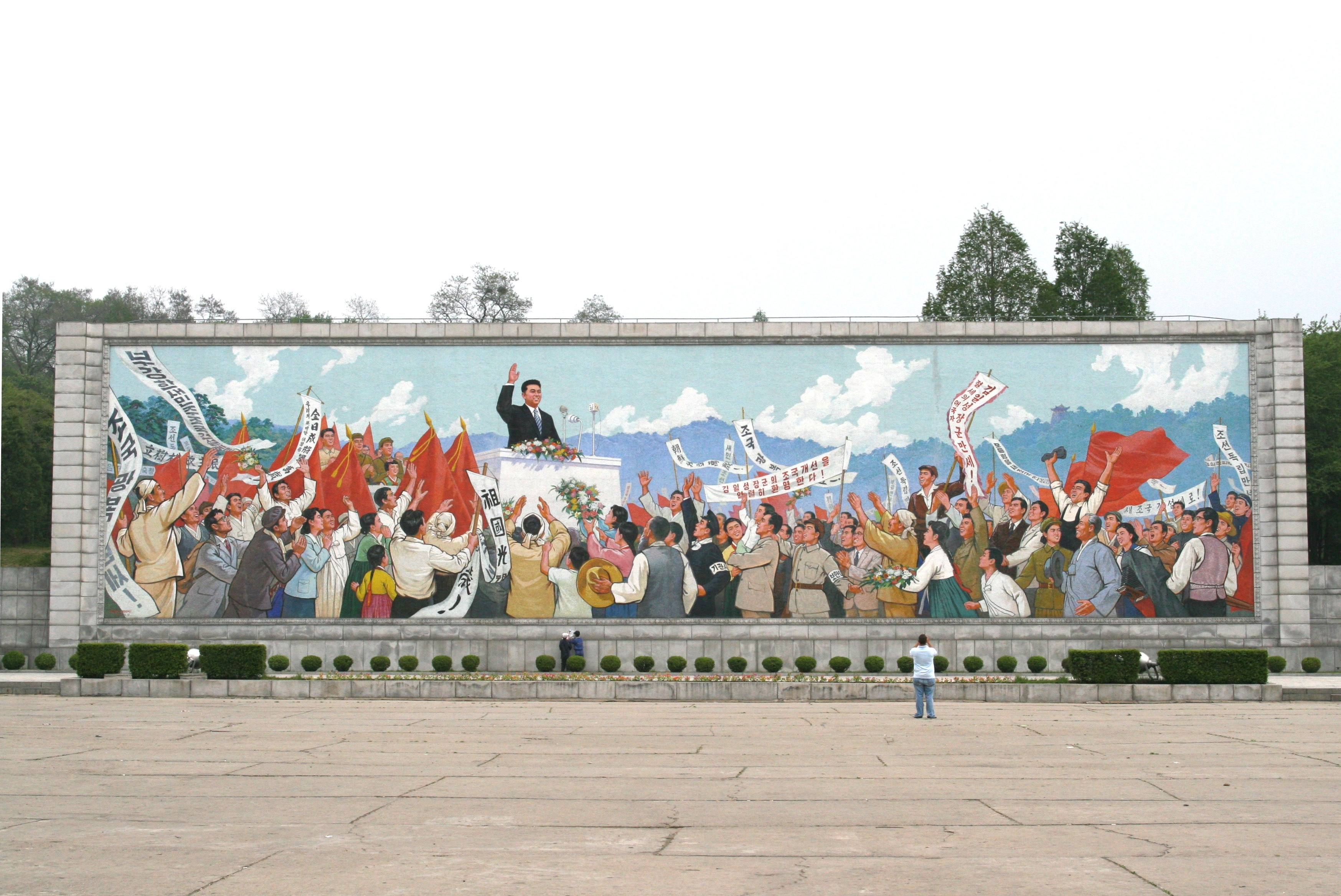
Um mural de Kim Il-sung discursando em Pyongyang.

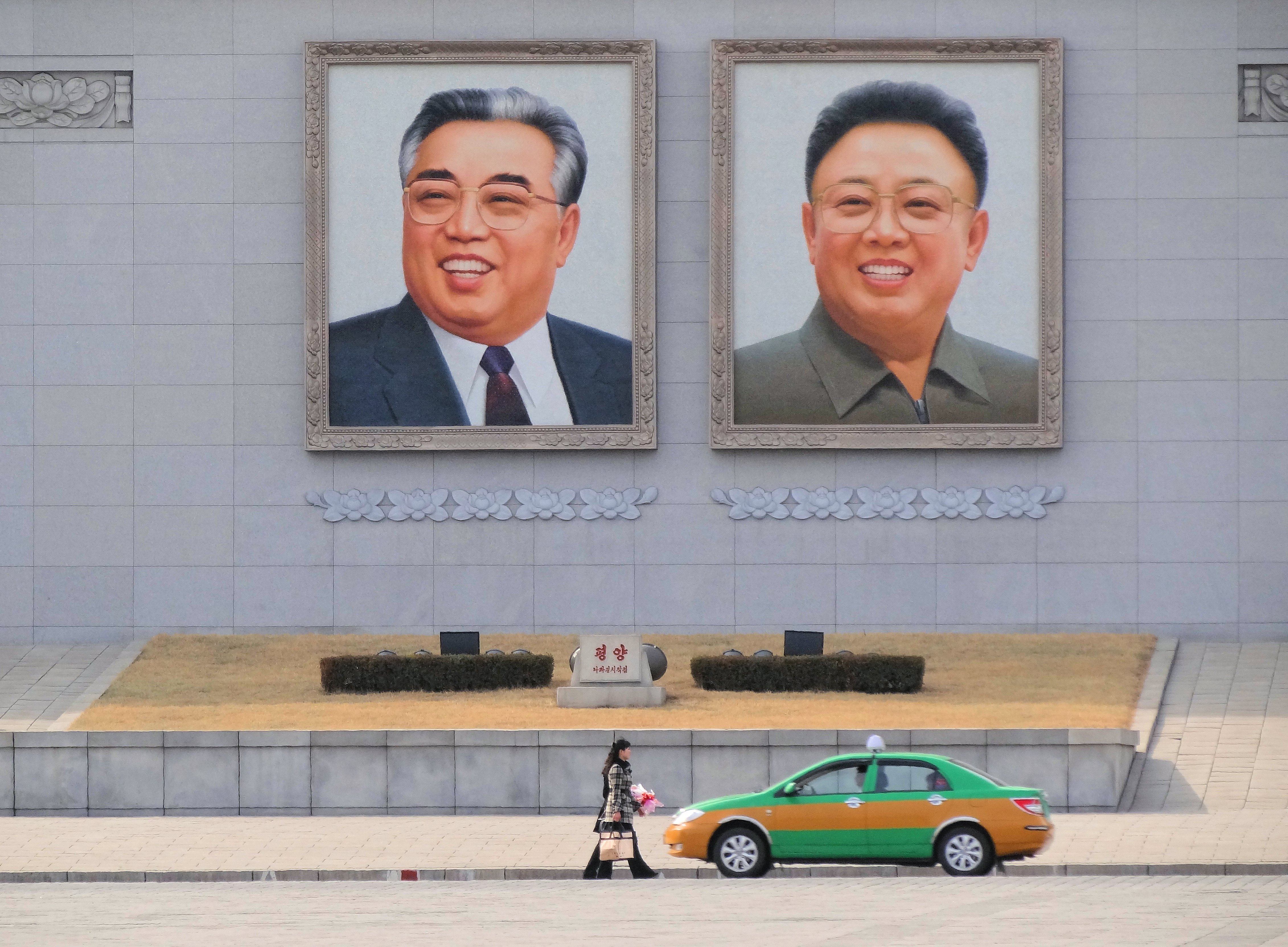
Grandes retratos na parede do Grande Palácio de Estudos do Povo, em frente à Praça Kim Il-sung, em Pyongyang, Coreia do Norte.

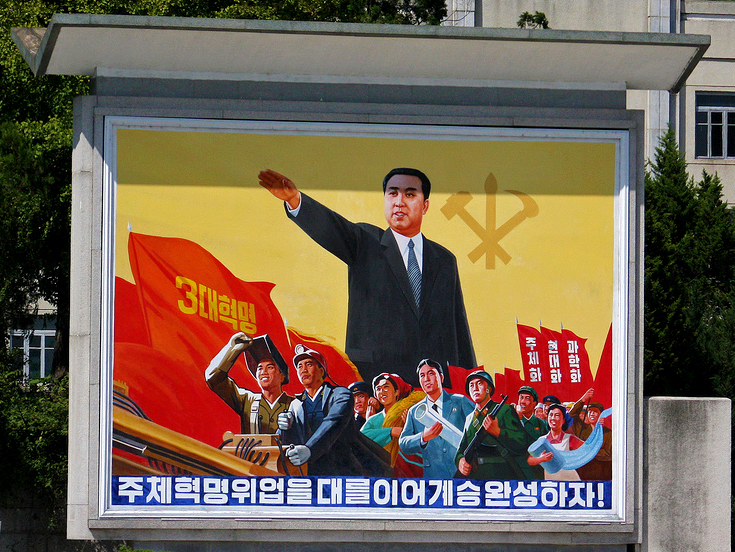
Propaganda retratando Kim Il-sung.

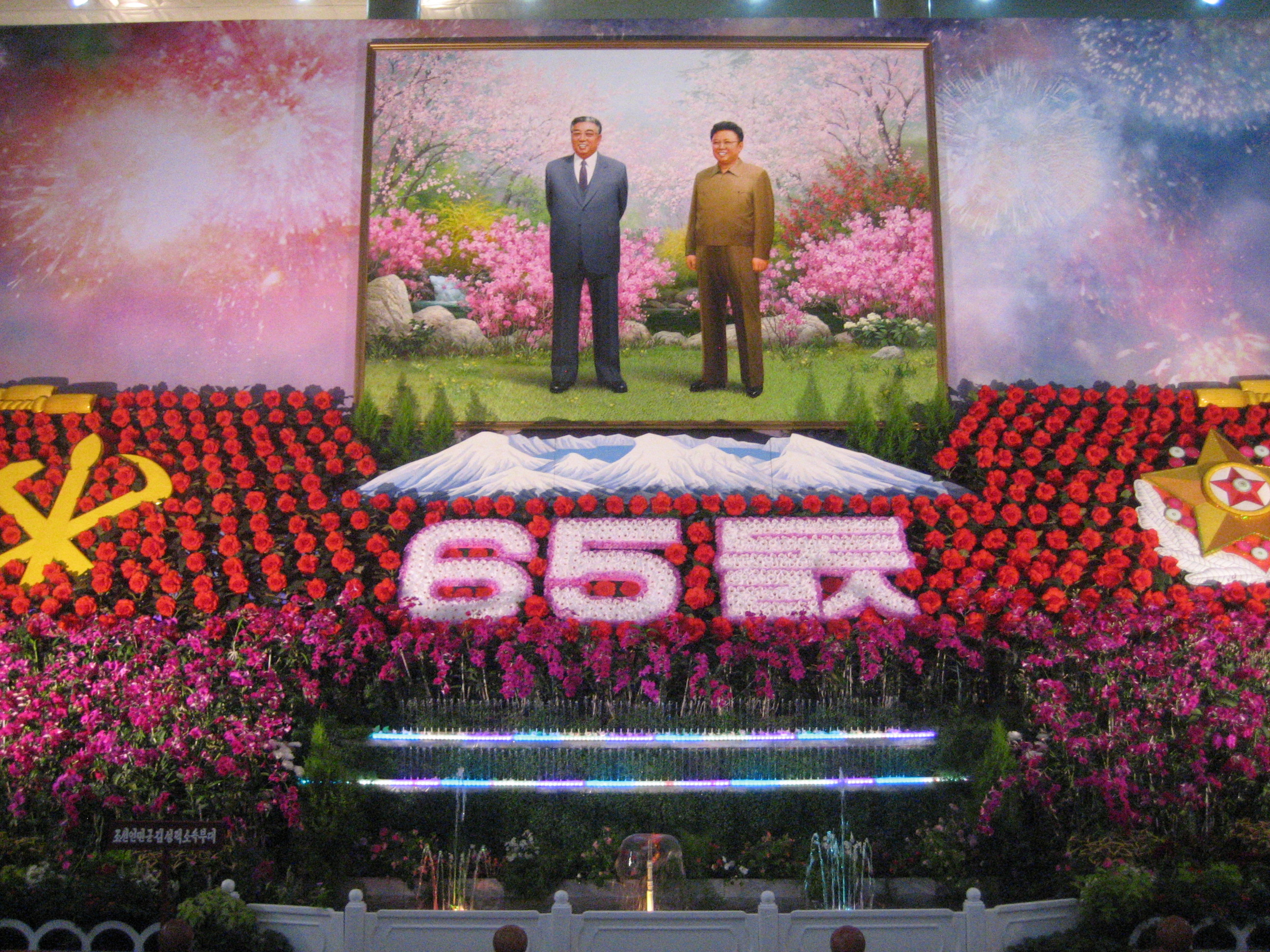
Pintura dos líderes Kim Il-sung (à esquerda) e Kim Jong-il (à direita) com suas respectivas flores (Kimilsungia e Kimjongilia). A inscrição diz: 65º aniversário (65돐)

O culto à personalidade em torno de Kim Il-sung é de longe o mais difundido entre as pessoas. Embora haja genuína afeição por Kim Il-sung, ele foi manipulado pelo governo para fins políticos. O culto à personalidade em torno de Kim Il-Sung começou em 1949, quando houve o aparecimento de suas primeiras estátuas no país. A veneração de Kim Il-sung entrou em vigor após uma limpeza em massa em 1953. Em 1967, Kim Jong-il foi nomeado para o departamento de propaganda e informação do Estado, onde começou a concentrar sua energia no desenvolvimento da veneração de seu pai. Foi nessa época que o título Suryong (Grande Líder ou Líder Supremo) entrou em uso habitual. No entanto, Kim Il-sung começou a se chamar de "Grande Líder" já em 1949.
Hwang Jang-yop, um dos mais importantes desertores da Coreia do Norte, disse que o país é completamente governado pela única ideologia do "Grande Líder". Ele disse ainda que durante o período de Desestalinização na URSS, quando o culto da personalidade de Stalin foi desmantelado em 1956, alguns estudantes norte-coreanos estudando na União Soviética também começaram a criticar o crescente culto à personalidade de Kim Il-sung e quando voltaram para casa eles "foram sujeitos a interrogatório intensivo que durou meses" e "aqueles que encontraram o mínimo de suspeitas foram mortos secretamente".
De acordo com as biografias oficiais, Kim Il-sung veio de uma longa linhagem de líderes e a história moderna norte-coreana se concentra em sua vida e atividades. Ele é creditado de derrotar os japoneses quase sozinho no final da ocupação da Coreia (ignorando os esforços Soviéticos e Americanos). e da reconstrução da nação após a Guerra da Coreia. Ao longo de sua vida, ele recebeu títulos de honra como "Sol", "Grande Presidente", "Líder Celestial" e muitos outros, além de prêmios como a "Double Hero Gold Medal". Esses títulos e prêmios eram muitas vezes auto-concedidos e a prática seria repetida por seu filho Kim Jong-il. A Agência Central de Notícias da Coreia (a agência oficial de notícias do governo norte-coreano) relatou continuamente os títulos e a afeição percebida a Kim Il-sung por líderes mundiais incluindo Mao Zedong da China, Fidel Castro de Cuba e Jimmy Carter dos Estados Unidos. Todas as principais publicações (jornais, livros didáticos, etc.) devem incluir as "palavras de instrução" de Kim Il-sung. Além disso, seu nome deve ser escrito como uma única palavra em uma linha, não pode ser dividido em duas partes se houver uma quebra de página ou a linha do texto ficar sem espaço (por exemplo: Kim Il-sung, e não Kim Il-...sung).
As crianças norte-coreanas eram ensinadas nas escolas que eram alimentadas, vestidas e nutridas em todos os aspectos pela "graça do Presidente". As maiores escolas primárias do país têm uma sala reservada para palestras que lidam especificamente de Kim Il-sung (conhecido como Instituto de Pesquisa Kim Il-sung). Estas salas são bem cuidadas, são construídas com materiais de alta qualidade e têm um modelo do local de nascimento de Kim Il-sung em Man'gyŏngdae-guyŏk. Seu local de nascimento também se tornou um local de peregrinação.
Kang Chol-hwan escreveu sobre sua infância na Coreia do Norte: 
Aos meus olhos de criança e aos de todos os meus amigos, Kim Il-sung e Kim Jong-il eram seres perfeitos, intocados por qualquer função humana básica. Eu estava convencido, como todos nós, que nenhum deles urinavam ou defecavam. Quem poderia imaginar essas coisas de deuses? 

Em seu livro de memórias, Kim Il-sung conta uma anedota envolvendo seu pai e seu avô que dá a base lógica para essa apresentação higienizada de líderes norte-coreanos aos seus seguidores. O livro de memórias diz que, como um jovem aluno, o pai de Kim Il-sung era frequentemente enviado para buscar vinho para um de seus professores, que bebia com frequência, até que um dia seu pai viu o professor bêbado cair de cara em uma vala. Isso levou a um confronto em que o jovem aluno envergonhou o professor em desistir completamente do vinho. O avô de Kim Il-sung tira a moral desta história: 
Se os alunos espiarem frequentemente a vida privada do professor, perderão o temor a ele; o professor deve dar aos seus alunos a firme convicção de que o professor "não come nem urina"; só então ele pode manter sua autoridade na escola; então um professor deve configurar uma "cena" e viver por trás dela.

O biógrafo Dae-Sook Suh observa:
A magnitude da adulação muitas vezes beira o fanatismo. Sua fotografia é exibida à frente da bandeira nacional e do emblema nacional; a música do marechal Kim Il-sung é tocada antes do hino nacional; a melhor instituição de ensino superior leva o nome dele (Universidade Kim Il-sung); a maior escola do partido também é nomeada em sua homenagem; e há canções, poemas, ensaios, histórias e até uma flor com o seu nome.
Em uma entrevista do Asian Boss com uma desertora norte-coreana em 2017, uma desertora explica: A primeira (e obrigatória) disciplina a ser ensinada nas escolas primárias norte-coreanas é a revolução de Kim Il-sung e Kim Jong-il. Você aprende sobre a infância e história dos líderes. Os Kims são retratados como heróis. Uma história contada durante o ensino primário diz que certa vez Kim Il-sung estava no meio da revolução e estava aparentemente sendo perseguido, então ele usou seu "superpoder", Kim Il-sung usou um pedaço de papel para andar na água e escapar; as crianças norte-coreanas acreditam nisso. Você também deve memorizar canções e frases em inglês de Kim Il-sung e Kim Jong-il. Existe uma sessão nas escolas chamada de "A Soma da Vida", onde os alunos devem recitar uma frase dos líderes e apontar como não conseguiram "viver de suas palavras", quase como uma confissão; os alunos devem criticar a si mesmos e aos seus colegas de classe sobre como você não viveu por seus valores e sua bravura. Suas frases estão escritas em todos lugares: nas aulas, escolas e em empresas.
Existe uma orquídea chamada Kimilsungia que foi nomeada em homenagem a Kim Il-sung pelo ex-presidente indonésio Sukarno. Foi nomeada durante uma visita dele ao Jardim Botânico de Bogor em 1965. De acordo com um discurso de 2005 de Kim Jong-il, Sukarno e o diretor do jardim queriam nomear a flor depois de Kim Il-sung. Kim Il-sung rejeitou, mas Sukarno insistiu: "Não. Você prestou enormes serviços à humanidade, então merece uma grande honra". Domesticamente, as flores (e as Kimjongilia) são usadas para idolatrar a liderança.
Quando Kim Il-sung morreu em 1994, Kim Jong-il declarou um período nacional de luto por três anos. Aqueles que foram encontrados violando as regras de luto (como beber) durante o período de luto receberam punições. Após a sua morte, ele foi referido como o "Presidente Eterno". Em 1998, a constituição nacional foi alterada para refletir isso. Quando seu pai morreu, Kim Jong-il expandiu enormemente o culto à personalidade da nação.
Em 1997, o sistema de datação da Era Juche, que começa com o nascimento de Kim Il-sung (15 de abril de 1912) como ano 1, foi introduzido e substituiu o calendário gregoriano. Sendo assim, 2019, por exemplo, corresponderia ao Juche 108 (não há ano 0).
8 de julho de 2014 marcou o 20º aniversário da morte de Kim Il-sung. As autoridades norte-coreanas declararam um período de luto de dez dias, que durou de 1º de julho a 10 de julho. O aniversário envolveu palestras, sessões de estudo, corais locais, etc., com crianças e trabalhadores sendo mobilizados para participar dos vários eventos. De acordo com um morador de Hyesan, "Hoje em dia as pessoas estão passando por dificuldades... já que os eventos relacionados ao falecimento dos Suryeong acontecem todos os dias no Sindicato das Mulheres Democráticas e nos locais de trabalho". No entanto, o morador disse: "Ninguém está reclamando sobre isso, talvez porque desde o expurgo de Jang Song-taek no ano passado, se você escolhesse lutar contra, eles simplesmente te arrastariam para longe".
No dia 15 de abril, data de nascimento de Kim Il-sung, ocorre um feriado nacional e anual na Coreia do Norte. É o feriado nacional mais importante do país e é equivalente ao Natal norte-coreano. O chamado Dia do Sol celebra o aniversário de Kim Il-sung e leva todos os norte-coreanos as ruas para celebrar o aniversário do líder com exposições, fogos de artifício, seminários de ideias do Juche, visitas a lugares relacionados à vida de Kim Il-sung e outros. Milhares de flores são depositadas aos pés das diversas estátuas de Kim Il-sung espalhadas pelo país. O feriado é seguido por dois dias de descanso, tornando-se um feriado de três dias.

## Kim Jong-il

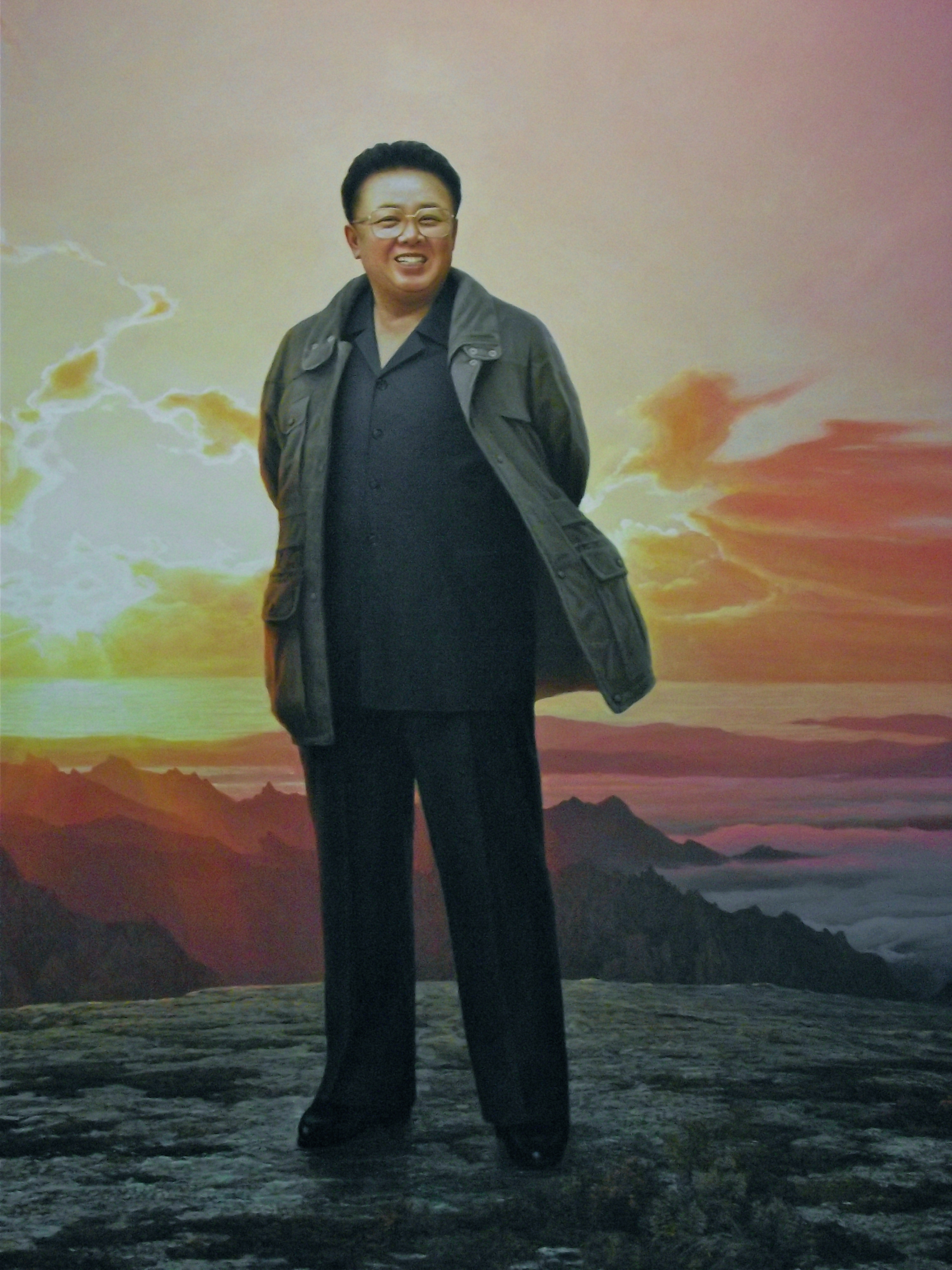
Uma pintura de Kim Jong-il no Monte Paektu, seu suposto local de nascimento.

De acordo com as mitologias modernas que permeiam a versão da história da Coreia do Norte, que é vista como crucial para o culto da personalidade e do controle político, é alegado que Kim Jong-il nasceu no Monte Paektu, na base secreta de seu pai em 1942 (seu nascimento foi em 1941 na União Soviética) e que seu nascimento foi anunciado por uma andorinha, que fez com que o inverno mudasse para a primavera, uma estrela iluminasse o céu e um arco-íris duplo aparecesse espontaneamente.
Essas alegações, como as que cercam seu pai, são apócrifas e continuaram por toda sua vida.
A partir do início dos anos 70, Kim Il-sung começou a contemplar a questão da sucessão, embora sub-repticiamente no início, mas em 1975 Kim Jong-il foi referido como o "centro do partido", ou em conexão com o pai com referências ao "nosso grande suryong (líder supremo) e ao centro partidário". Em 1977, a primeira confirmação da sucessão de Kim Jong-il por nome foi publicada em um livreto que designava o jovem Kim como o único herdeiro de Kim Il-sung, que ele era um servo leal de seu pai e herdara as suas virtudes, e que todos os membros do grupo deviam prometer sua lealdade a Kim Jong-il. Eles também foram instados a apoiar sua autoridade absoluta e a obedecer-lhe incondicionalmente.
Antes de 1996, Kim Jong-il proibiu a construção de estátuas dele e desencorajou retratos. No entanto, ainda em 1996, as escolas foram obrigadas a construir uma sala separada para palestras que tratassem especificamente de Kim Jong-il, conhecido como Instituto de Pesquisa Kim Jong-il. Elas também incluem um modelo de seu local de nascimento. Existem aproximadamente 40.000 "institutos de pesquisa" (o total inclui Kim Il-Sung e Kim Jong-il) em todo o país.
Entre 1973 e 2012, Jong-il acumulou nada menos que 54 títulos, a maioria dos quais tinha pouco a ver ou nada com realizações políticas ou militares reais, já que ele nunca teve nenhum treinamento militar. Seu título mais comum era "Querido Líder".
Ao longo de sua vida, o governo publicou numerosos relatos de propaganda sobre as grandes realizações alcançadas por Kim Jong-il, tais como a possibilidade de andar e falar antes dos seis meses de idade. O jornal norte-coreano, Rodong Sinmun, relatou que um "especialista em moda francesa não identificado" disse sobre a moda de Kim, "O modo de vestir de Kim Jong-il, que agora está se espalhando rapidamente pelo mundo, é algo sem precedentes na história do mundo"; e que ele poderia controlar o clima com base em seu humor. A Agência Central de Notícias da Coreia também informou, entre outras coisas, que, de acordo com relatos de testemunhas oculares, "a natureza e o céu revelaram esse misterioso êxtase em comemoração ao aniversário de Kim Jong-il".
Para comemorar o 46º aniversário de Kim Jong-il, o botânico japonês Kamo Mototeru cultivou uma nova begônia perene chamada "Kimjongilia" (literalmente, "flor de Kim Jong-il").

### Após a morte

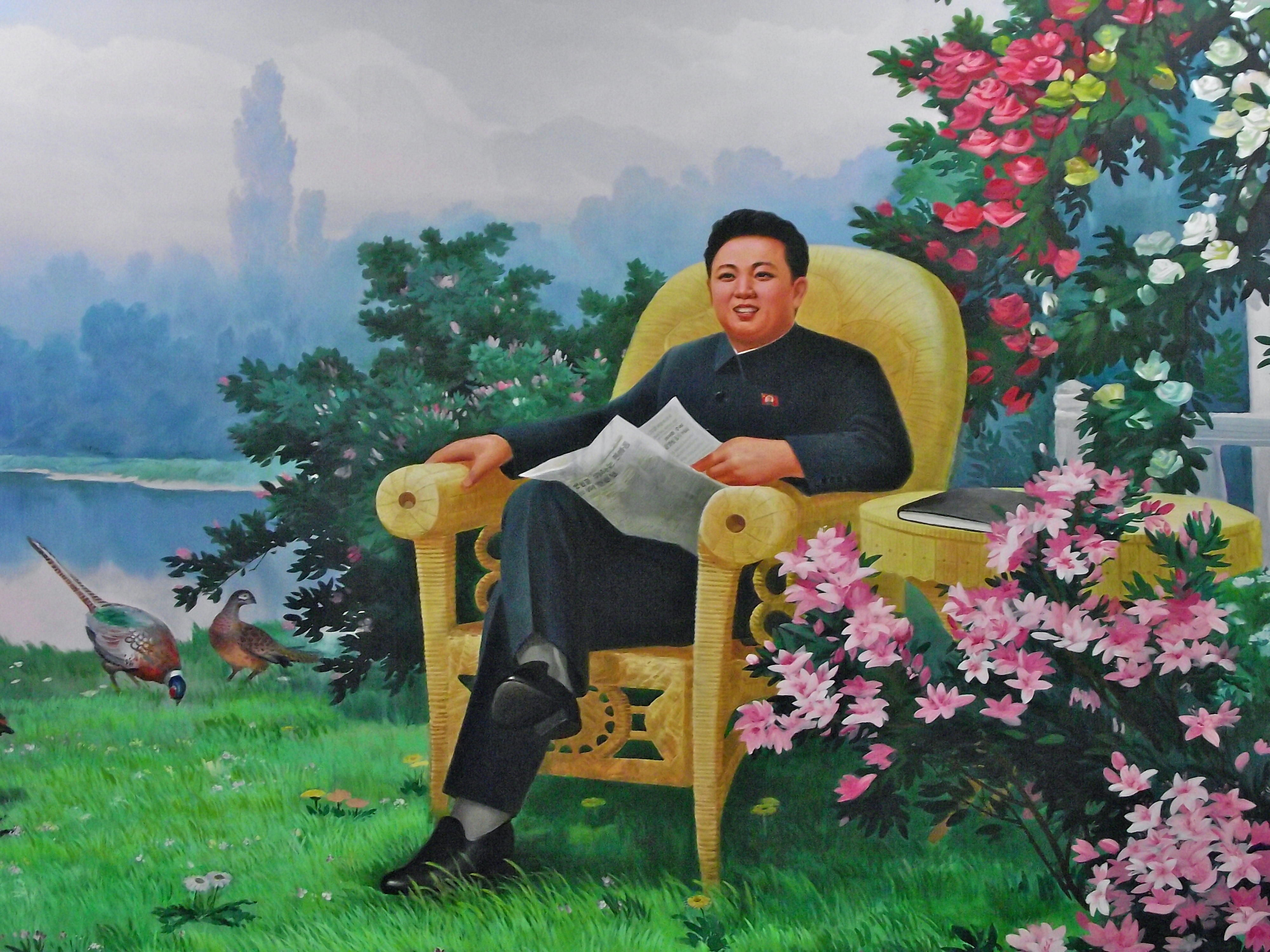
Propaganda retratando Kim Jong-il

Após sua morte em 17 de dezembro de 2011, a Agência Central de Notícias da Coreia disse que as camadas de gelo se romperam com uma fenda sem precedentes no Lago Chon no Monte Paektu e uma tempestade de neve com fortes ventos atingiu a área. Um jornal político de seu filho, Kim Jong-un, procurou solidificar seu pai como "Secretário-Geral Eterno do nosso Partido". Muitos foram vistos chorando durante o período de luto de 100 dias, típico da sociedade confucionista coreana, e um analista do Instituto Coreano para a Unificação Nacional da Coreia do Sul determinou que grande parte do luto público evidenciado durante o período de luto era uma genuína expressão de tristeza. No entanto, um jornalista do Ocidente questionou a sinceridade das manifestações de tristeza.
Semelhante ao período de luto de Kim Il-sung, os indivíduos que não seguiram os regulamentos do período de luto de 100 dias ou foram considerados insinceros em seu luto foram sujeitos a punição e em alguns casos podem ter sido executados. Um exemplo notável disso foi a suposta morte de Kim Chol e outros funcionários de alto escalão. Kim Chol foi supostamente expurgado e executado por "beber e festejar" durante o período de luto por Kim Jong-il. No entanto, no caso de Chol, dúvidas foram levantadas quanto à credibilidade da conta original com a Foreign Policy afirmando que as histórias sobre mortes violentas das elites norte-coreanas tendem a ser "exageradas" e observando a versão dos eventos divulgados pela mídia sul-coreana foi provavelmente baseado em "fofocas".
Várias estátuas de bronze em grande escala foram erguidas ao lado de estátuas de Kim Il-sung em todo o país. Elas incluem uma estátua de Kim Jong-il e Kim Il-sung de 5,7 metros, cada um montando um cavalo (o primeiro grande monumento construído após a morte de Kim Jong-il) e uma gigante estátua de 22 metros em Mansudae, Pyongyang. O governo também vem substituindo as estátuas de Kim Il-sung por versões atualizadas, juntamente com novas estátuas de Kim Jong-il, além das de seu pai em cada uma das capitais provinciais e em outros locais.
Após sua morte, numerosos selos comemorativos e moedas foram feitos e slogans foram esculpidos nas encostas das montanhas em homenagem ao seu aniversário de 70 anos.

## Kim Jong-un

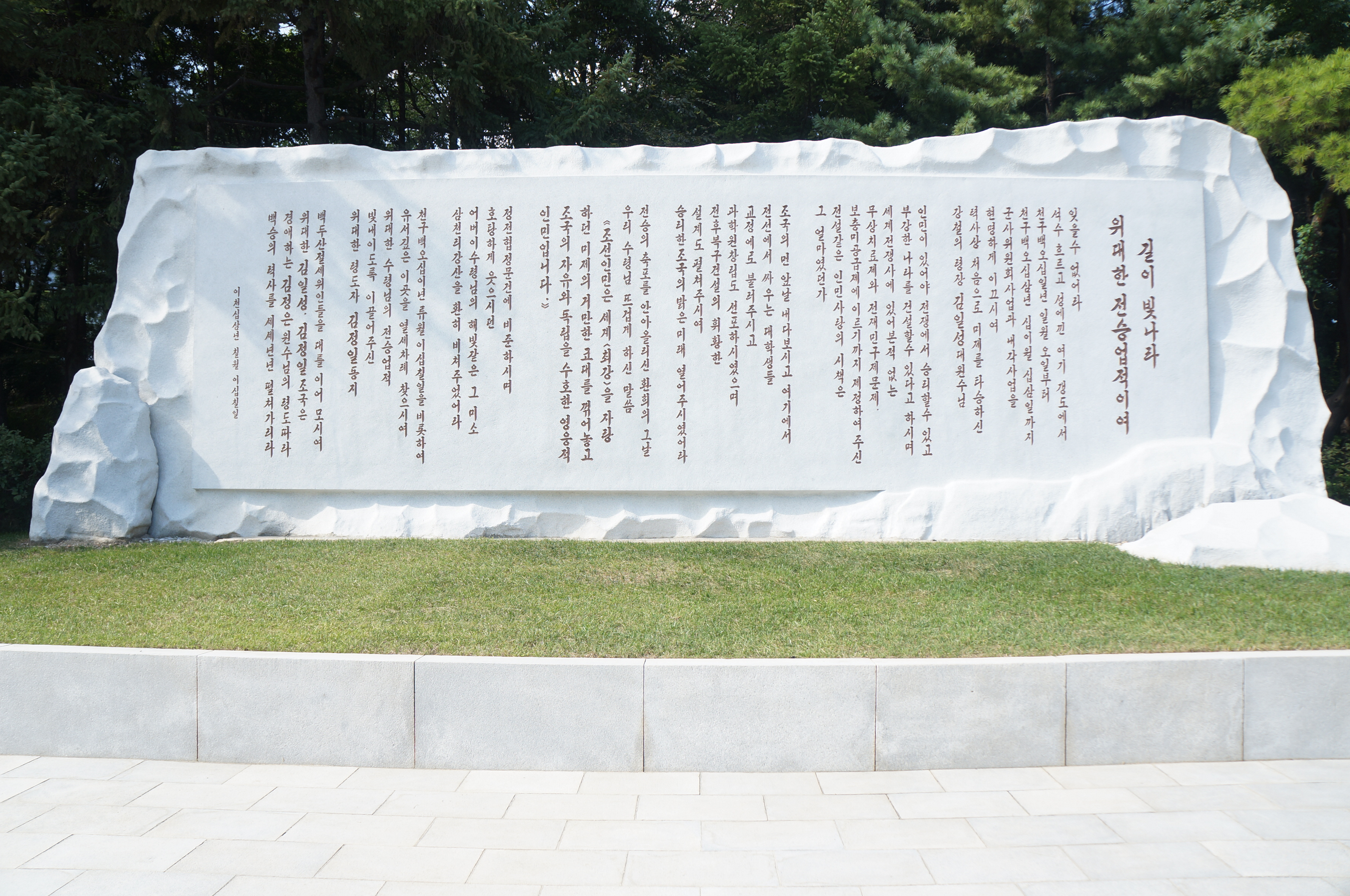
Uma inscrição com nomes dos três líderes

Kim Jong-un, o neto do fundador da Coreia do Norte, estava praticamente ausente do serviço público e do governo até meados dos anos 2000. Em 2010, ele começou a ser chamado de "Jovem General" e, no final de 2011, como "Respeitado General". Como seu pai, ele não tem nenhum treinamento ou serviço militar formal. Com a morte de seu pai, a mídia estatal começou a se referir a ele como o "Grande Sucessor". Ele também é chamado de "Caro Respeitado" ou "Líder Supremo". Quando ele ainda era um novo governante, o desenvolvimento de seu próprio culto à personalidade estava bem encaminhado, com um grande número de cartazes e outras propagandas sendo colocados em todo o país.
Um jornal do Japão, Asahi Shimbun, disse que sua semelhança impressionante na aparência de Kim Il-sung ajudou a solidificá-lo como o governante indiscutível na mente das pessoas. Kim Jong-un marca a terceira geração da liderança dinástica da família Kim. De acordo com o "Daily NK", as pessoas que criticaram a sucessão foram enviadas para campos de reeducação ou punidas e, após o período de luto de Kim Jong-il, as autoridades do governo começaram a aumentar seus esforços para construir a idolatria de Kim Jong-un.
Após a morte de Kim Jong-il, o presidente do Presidium anunciou que "o Respeitado Camarada Kim Jong-un é nosso partido, líder militar e supremo do país, que herda a ideologia, a liderança, o caráter, as virtudes, a coragem e a coragem do grande camarada Kim Jong-il." Pouco depois de o novo líder chegar ao poder, uma placa de propaganda de 560 metros de altura foi erguida em sua homenagem perto de um lago na província de Ryanggang. O letreiro, supostamente visível do espaço, diz "Longa vida ao general Kim Jong-un, o Sol Brilhante!"

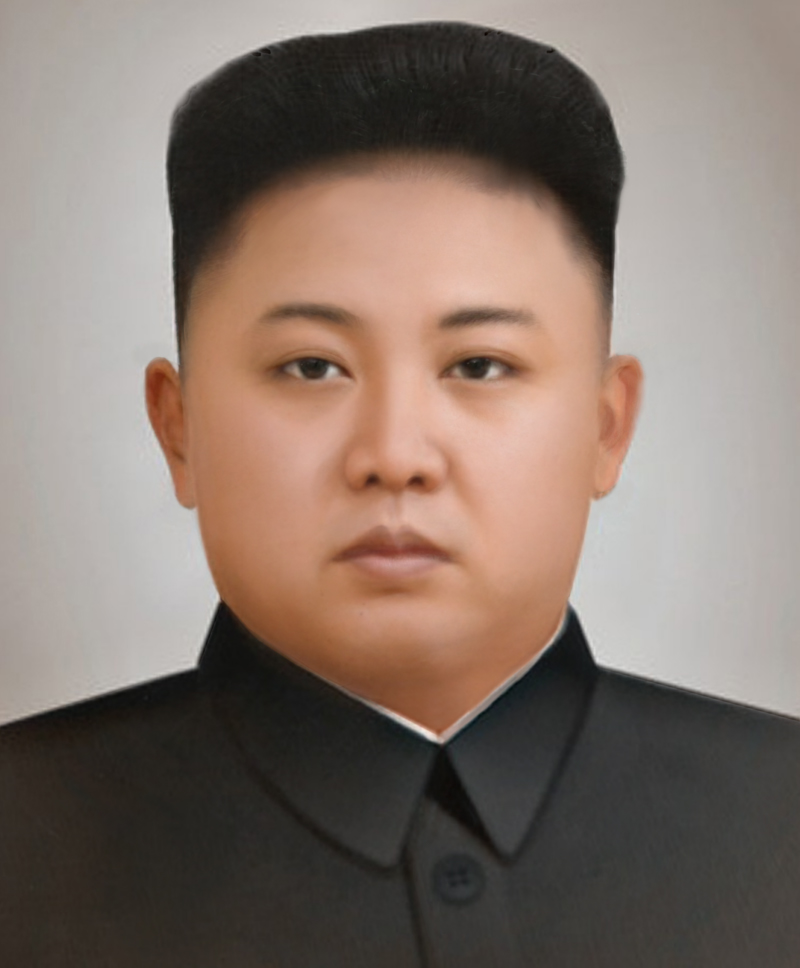
Retrato não-oficial de Kim Jong-un

Em 2013, o Partido dos Trabalhadores da Coreia alterou os Dez Princípios para o Estabelecimento de um Sistema Ideológico Monolítico, que na prática serve como a principal autoridade legal e estrutura do país, para exigir "obediência absoluta" a Kim Jong-un. O tio de Kim Jong-un, Chang Song-taek, foi executado em 12 de dezembro de 2013. Sua morte foi atribuída, em parte, a minar o culto à personalidade da família Kim. Sua morte também foi vista como um movimento de Kim Jong-un para consolidar seu próprio culto.
Em 2015, no final do período formal de três anos de luto pela morte de Kim Jong-il, Kim Jong-un ordenou a construção de novos monumentos em todos os condados da Coreia do Norte. Extensas reformas no Palácio do Sol de Kumsusan também foram ordenadas. De acordo com o The Daily Telegraph, os analistas "dizem que a ordem para erigir mais estátuas para a família Kim seria um pesado fardo financeiro para uma economia que já estava lutando devido a anos de má administração crônica e sanções internacionais". O primeiro monumento a ser parcialmente dedicado a Kim Jong-un foi anunciado em janeiro de 2017. Foi construído no Monte Paektu e também inclui monumentos dedicados a Kim Il-sung e Kim Jong-il. Além disso, "murais de mosaico" de Kim Jong-un estão sendo planejados para as principais cidades de cada província.
Em novembro de 2017 um soldado norte-coreano conseguiu desertar da Coreia do Norte em uma fuga. Um ano após a fuga, o soldado deu a sua primeira entrevista ao jornal japonês Sankei Shimbum. Ele detalhou a vida sob o regime de Kim Jong-un e relatou o clima no qual a liderança de Kim se sustenta nos dias atuais, especialmente entre os jovens. Segundo o mesmo, "80% dos jovens não são leais a Kim" e que "é natural não ser leal e não ter interesse, já que o sistema hereditário de transição de poder continua apesar da sua incapacidade em alimentar as pessoas".
Em novembro de 2018 o governo da Coreia do Norte revelou o primeiro retrato oficial de Kim Jong-un após sete anos de governo, o retrato foi exibido no Aeroporto de Pyongyang ao lado de um retrato feito em homenagem ao presidente cubano, Miguel Díaz-Canel, que estava visitando o país na época. Kim Il-sung e Kim Jong-il tem diversos retratos e estátuas espalhadas em locais públicos e privados pelo país, e Kim Jong-un, em sete anos de governo, recebeu apenas um único retrato. Segundo a BBC, uma explicação possível é a de que ele foi, por muito tempo, visto apenas como um sucessor e discípulo, e não como um líder propriamente dito. O papel de Kim no país foi gradualmente mudando ao longo do tempo, sobretudo ao longo dos anos recentes, com a ajuda das de viagens e visitas internacionais e de um grande protagonismo na aproximação com o presidente dos EUA, Donald Trump. O ano de 2018 foi crucial para Kim Jong-un solidificar sua imagem, interna e externamente. O fato de uma pintura de Kim ter sido divulgada é uma forte pista de que o regime pode estar começando a agir para estimular um culto à personalidade dele. Com o retrato, Kim Jong-un se tornou um líder com política, estilo e ideias próprias, e não mais apenas um mero seguidor dos que vieram antes dele, diz a BBC.

## Outros
A personalidade cultuada se estende a outros membros da família Kim, embora em menor grau.

### Kim Ung-u
De acordo com a história oficial norte-coreana, Kim Ung-u, bisavô paterno de Kim Il-sung, lutou contra a escuna americana USS General Sherman no incidente de 1886 e também foi um ativista anti-japonês; A Coreia do Norte venceu a batalha e capturou o navio que agora está em exibição em um museu. No entanto, essas alegações permanecem sem fundamento e muitos historiadores fora da Coreia do Norte duvidam de sua legitimidade.

### Kang Pan-sok
Kang Pan-sok foi a primeira da família Kim a ter um culto à sua própria personalidade para complementar a de seu filho, a partir do final dos anos 1960. Além de um museu e estátua em Chilgol, seu local de nascimento, ela recebeu o título de "Mãe da Coreia" e teve canções e artigos escritos em louvor a ela.:40

### Kim Hyong-jik
Kim Hyong-jik, pai de Kim Il-sung, é venerado pelas historiografias norte-coreanas oficiais por ter sido um líder proeminente do Movimento anticolonial da independência coreana. De fato, fontes oficiais afirmam que Kim não apenas liderou a Revolta de 1º de março de 1919, mas também a que ocorreu em Pyongyang—ambas falsas aparições. Embora, na verdade, Kim tenha sido detido brevemente por atividades anti-japonesas. De acordo com o biógrafo Dae-Sook Suh, os esforços para descrever Kim Hyong-jik como tendo um papel importante na luta anti-japonesa "parecem estar mais voltados para melhorar os atributos de Kim [Il-sung] como um filho piedoso". Essa atribuição tornou-se importante à medida que Kim Il-sung usava essas histórias para auxiliar sua ascensão ao poder.
Kim Hyong-jik tem atualmente um museu e uma estátua dedicada a ele em sua cidade natal, Bonghwari.

### Kim Hyong-gwon
Kim Hyong-gwon, tio paterno de Kim Il-Sung e irmão de Kim Hyong-jik, é homenageado na Coreia do Norte como um ativista anti-japonês pois ele escaramuçou com a polícia local, pela qual ele foi preso e mais tarde morto em uma sentença em 12 de janeiro de 1936 durante seu internamento em Seul. Há uma estátua em sua homenagem em Hong Won, o local da escaramuça.

### Kim Jong-suk

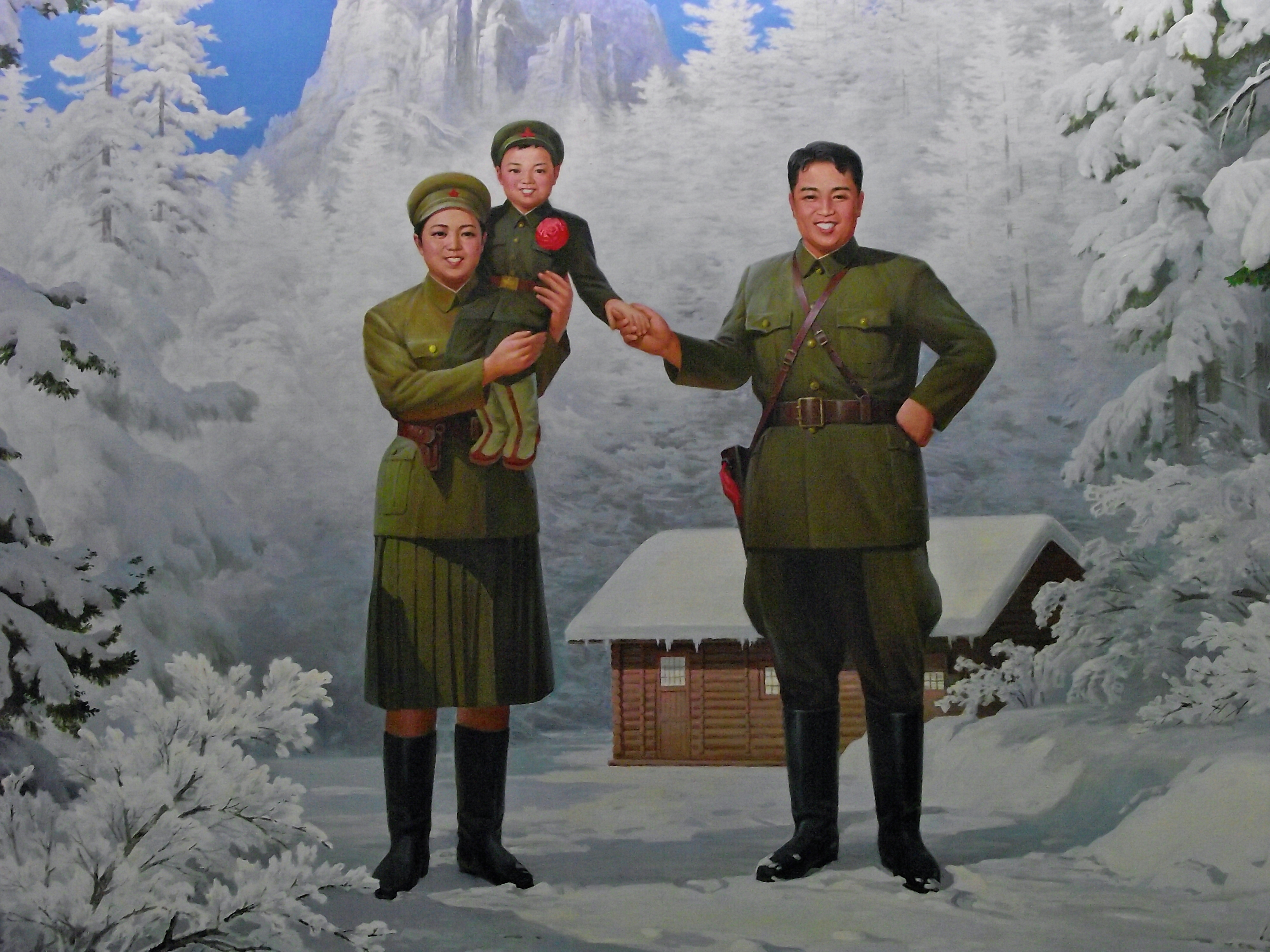
Kim Jong-suk com seu marido Kim Il-sung e seu filho Kim Jong-il.

Depois que Kim Jong-il sucedeu a Kim Il-sung, ele começou a transformar sua mãe, Kim Jong-suk (a segunda esposa de Kim Il-sung, mãe de Kim Jong-il e avó de Kim Jong-un), como "uma imortal revolucionária" e "uma heroína de guerra anti-japonesa que manteve a ideia e política original de Kim Il-sung e realizou proezas distintas no desenvolvimento do movimento pela emancipação das mulheres na Coreia." Ela é tipificada como um modelo revolucionário, esposa e figura materna, e a sociedade norte-coreana vê as histórias dela como exemplos de como viver a vida.
Embora ela tenha sido a primeira dama da República Popular Democrática da Coreia no primeiro ano de sua fundação em 1948, ela morreu em 1949. Começando em 1974, em conjunto com a ascensão de seu filho Kim Jong-il para se tornar a herdeira, ela foi cada vez mais elogiada e suas realizações foram comemoradas em todo o país. Um museu e uma estátua foram construídos em sua cidade natal em sua homenagem e ela foi chamada de "revolucionária comunista indomável" por Kim Sung-ae que era a atual esposa de Kim Il-sung, apesar de ter sido ignorada até o momento. Assim, originalmente ela foi honrada como guerrilheira, mas não necessariamente como mãe ou esposa. Na década de 1990, o retrato de Kim Jong-suk foi adicionado ao lado dos de Kim Il-Sung e Kim Jong-Il, que foram exibidos em todos as casas e edifícios e tratados como objetos sagrados de veneração e adoração. Além disso, ao se referir aos "Três Grandes Generais da Montanha Paekdu", um vulcão adormecido sagrado na fronteira norte da Coreia do Norte com a China, os norte-coreanos entendem Kim Il-sung, Kim Jong-suk e Kim Jong-il.
Há uma réplica de cera dela na Exposição Internacional de Amizade.

## Familismo no culto de personalidade
O familismo é um tipo de coletivismo em que se espera que se priorize as necessidades da maior sociedade ou da família em relação às necessidades do indivíduo. Isso acontece em larga escala na Coreia do Norte, onde o Grande Líder Kim Il-sung é o "Pai" e o Partido dos Trabalhadores é a "Mãe". Assim, não apenas as pessoas devem valorizar seus pais biológicos e tratá-los com todo o respeito exigido da tradicional devoção filial confucionista, mas eles devem amar e adorar a família Kim e o partido-mãe ainda mais.
O familismo na Coreia do Norte deriva de uma combinação do tradicional valor confucionista do leste asiático da piedade filial, do sistema comunista de coletivismo e do culto à personalidade de Kim. Como um valor tradicional do leste asiático e confucionista, a importância da família passou a ressoar por todos os aspectos da vida norte-coreana, da política à economia, à educação e até às relações interpessoais entre amigos e inimigos.
Quando a União Soviética entrou pela primeira vez na Coreia do Norte, em 1945, para iniciar sua ocupação, teve que começar quase do zero, estabelecendo uma base comunista na região da capital de Pyongyang. De fato, as ideologias soviéticas de comunismo e socialismo eram provavelmente tão estranhas aos coreanos de Pyongyang quanto os próprios soviéticos. No entanto, ao enfatizar a família e a relação pai-filho entre a União Soviética e a Coreia, e mais tarde entre Kim Il-Sung e o povo norte-coreano, Kim não apenas conseguiu aplicar o marxismo ocidental a um Estado asiático, mas também o culto à personalidade, construindo assim uma sensação de lealdade inquestionável em relação a ele entre o povo norte-coreano quando a Coreia do Norte estava mais vulnerável a influências ocidentais indesejadas.
No entanto, no final dos anos 1960, após o estabelecimento do Juche como ideologia oficial norte-coreana, através do culto de personalidade, a Coreia do Norte começou a focalizar proeminentemente a ideologia da família na própria nação norte-coreana, com o próprio Kim Il-Sung como novo pater familias.
Os cultos de personalidade também promovem a ideia da decisão de Kim como uma família modelo. Em luto pela morte de seu segundo filho, Kim Pyong-il em 1947, Kim Il-sung retornou ao mesmo local uma década depois com um xamã coreano para realizar rituais para "aliviar sua perda e dor". Havia particular ênfase no amor filial confucionista do filho por seus pais. Depois de suas mortes, Kim dedicou monumentos a seu pai e mãe, respectivamente.
No entanto, o biógrafo Dae-Sook Suh duvida da sinceridade das demonstrações de reverência de seus pais por parte de Kim. Ao considerar a infância relativamente independente de Kim, Suh não acredita que Kim tenha algum amor especial por seus pais, o que exigiria museus e estátuas separadas para cada um. Em vez disso, Suh diz que "seu propósito, ao contrário, parece ser mais egoísta: um esforço para construir sua própria imagem como um filho coreano piedoso de uma família revolucionária." Retratando publicamente a si mesmo como um filho leal que amava sua mãe e seu pai, Kim se posicionou para exigir a mesma lealdade filial de seus súditos.
Da mesma forma, em comemoração ao aniversário de 60 anos de seu pai, Kim Jong-Il construiu três monumentos, incluindo o Arco do Triunfo da Coreia do Norte, para seu 70º aniversário em 1982, e após a morte de Kim Il-sung em 1994, Kim Jong-il declarou três anos de luto antes de reivindicar a liderança da Coreia do Norte.

## Monumentos, imagens e custos

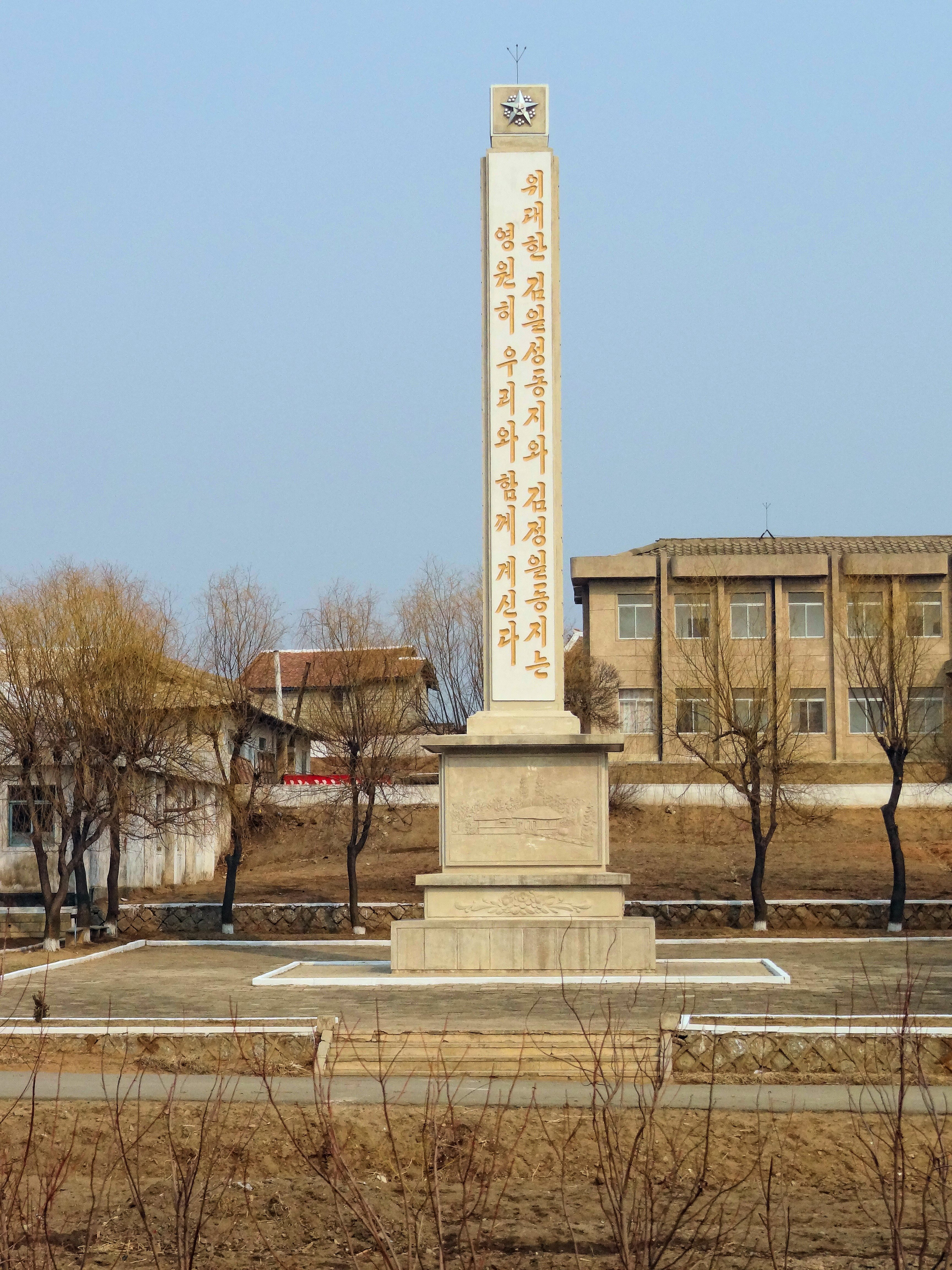
Uma das muitas Torres da Vida Eterna

Em 1992, haviam quase 40.000 estátuas de Kim Il-sung erguidas em todo o país, e com sua morte em 1994, o governo começou a erigir 3.200 obeliscos, chamados Torres da Vida Eterna, em todas as cidades e vilas do país. Estes obeliscos defendem as virtudes do "Grande Marechal" e, como os outros monumentos, os cidadãos (e turistas) são obrigados a apresentar flores e outros símbolos de respeito às estátuas durante certos feriados e quando as visitam. Existem requisitos legais associados à fotografia de estátuas do Kims no Grande Monumento da Colina Mansu, incluindo uma que indica que os visitantes devem fotografar toda a estátua, não apenas a cabeça ou qualquer outra parte individual.
Após a morte de Kim Jong-il, o governo começou a inscrever seu nome em cada um dos obeliscos e a construir novas estátuas à sua imagem.

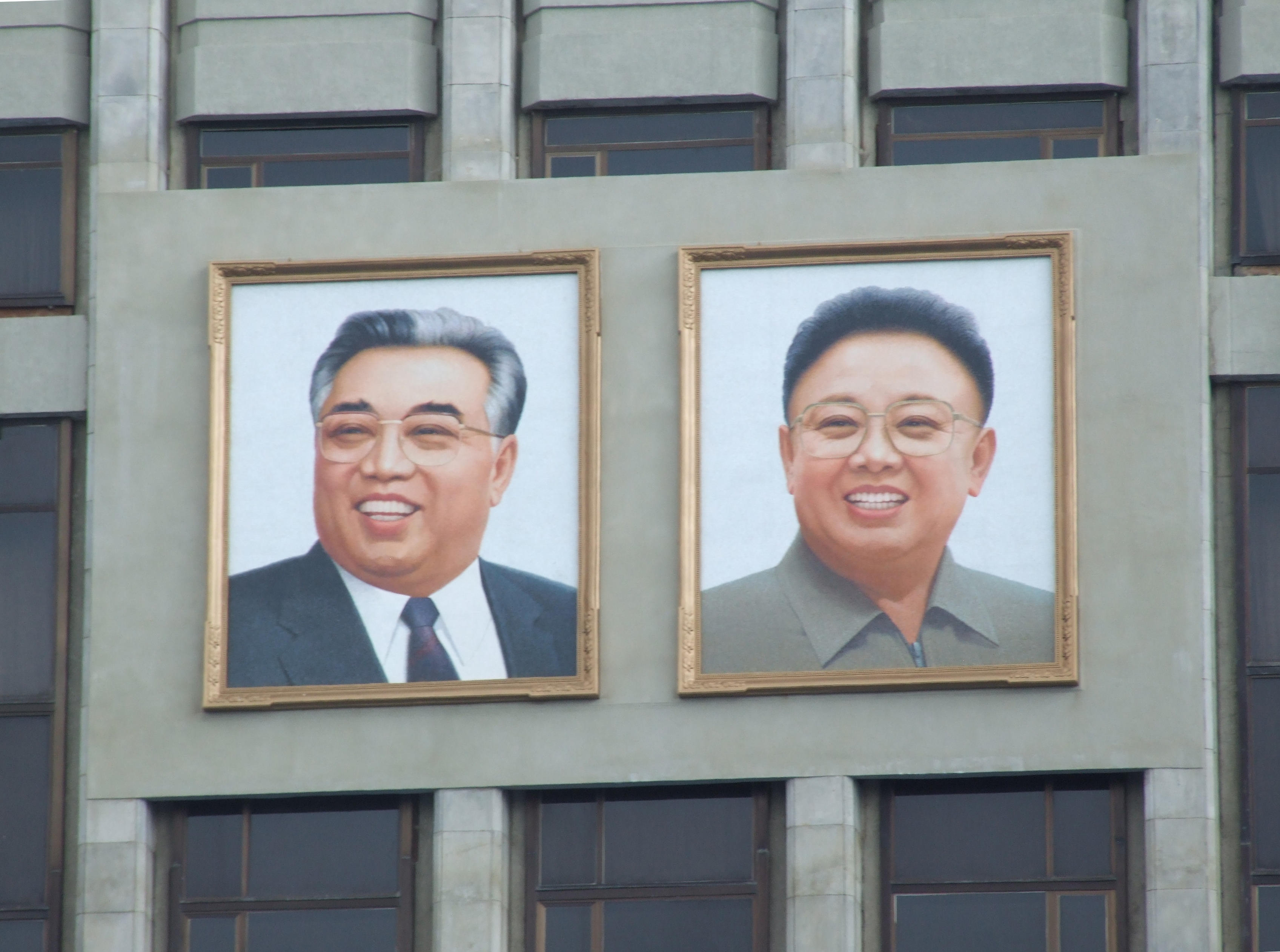
Retratos no Palácio das Crianças de Mangyongdae

Imagens de Kim Il-sung e Kim Jong-il são proeminentes em lugares associados ao transporte público, estão pendurados em todas as estações de trem e aeroportos da Coreia do Norte. Toda casa norte-coreana é obrigada a ter uma foto de ambos os Kims pendurados na parede. Nada mais pode ficar pendurado na parede e eles recebem panos especiais para limpar as imagens diariamente. Membros do partido são designados a inspecionar casas em barrios em busca de retratos empoeirados. Se poeira for encontrada, uma multa deve ser paga, dependendo da espessura da camada. Os retratos têm que ser pendurados no alto, para que as pessoas na sala não fiquem mais altas do que eles. Membros do partido e oficiais militares devem manter três retratos em suas casas, o dos dois líderes falecidos e um da esposa de Kim Il-sung, Kim Jong-suk. As imagens só podem ser feitas por artistas aprovados pelo governo em oficinas específicas da Mansudae. Todas as imagens da família Kim são produzidas pelas oficinas Mansudae. As imagens encontradas em jornais ou outras publicações devem ser respeitadas e não se deve jogar fora, desfigurar ou usar mal uma página que contenha alguma imagem dos líderes. Elas devem ser coletadas e devolvidas. Os norte-coreanos adultos também precisam usar um button que mostre sua imagem no lado esquerdo, acima do coração.
Tem havido histórias esporádicas de pessoas arriscando suas vidas para salvar os retratos de vários desastres, mas poucos relatos foram verificados. Em 2012, uma menina de 14 anos se afogou ao tentar salvar as imagens da casa de sua família durante uma enchente. O governo da Coreia do Norte concedeu postumamente a ela o "Prêmio de Honra Juvenil Kim Jong-Il" e sua escola foi renomeada em sua homenagem.
O Palácio do Sol de Kumsusan foi construído como a residência oficial de Kim Il-sung em 1976. Após a sua morte, foi convertido em seu mausoléu (e depois no de seu filho). É relatado que a construção custou entre US$100 a 900 milhões. Kumsusan é o maior mausoléu dedicado a um líder comunista.
O custo total estimado de manter o culto à personalidade varia muito entre fontes publicadas. Um white paper do Instituto Coreano para Política Econômica Internacional colocou o custo em 38,5% do orçamento da Coreia do Norte em 2004, acima dos 19% em 1990. No entanto, outras fontes, como o Chosun Ilbo, da Coreia do Sul, e o Daily Telegraph, do Reino Unido, estimam o custo em 2012 era entre US$ 40 milhões e US$ 100 milhões, respectivamente. Projetos de construção em grande escala para a família Kim foram responsabilizados pela desaceleração econômica do país nos anos 80.

## Feriados
Em 2013, um novo feriado foi anunciado para ser comemorado em 14 de fevereiro, que comemora a data em que Kim Jong-il assumiu o título de "Generalíssimo da República Popular Democrática da Coreia". Ao contrário das celebrações em torno de outras figuras importantes em todo o mundo, as celebrações são obrigatórias, com inúmeros eventos planejados (como danças, eventos esportivos e desfiles), e os cidadãos colocam presentes de flores no sopé dos monumentos. Celebrações de aniversário para os Kims também envolvem transmissões de filmes da mídia estatal sobre as vidas e realizações dos líderes na noite anterior ao feriado real. As pessoas não podem conversar ou adormecer até que as transmissões acabem.

## Internacional
Entre 60.000 e 220.000 presentes para Kim Il-sung e Kim Jong-il de líderes estrangeiros, empresários e outros estão alojados na Exposição Internacional de Amizade. O museu é uma fonte de orgulho para o governo norte-coreano e é usado como prova da grandeza e popularidade de seus líderes. O governo norte-coreano dá grande ênfase ao reconhecimento internacional para legitimar seu governo na mente da população. As excursões são organizadas para o Pavilhão de Exposições, onde os visitantes que entram e saem devem prestar homenagem, curvando-se diante das imagens de Kim Il-sung e Kim Jong-il, de acordo com as tradições e costumes coreanos.
O ex-ditador da República Socialista da Romênia, Nicolae Ceaușescu, modelou seu culto à personalidade em parte do culto à personalidade de Kim Il-sung. Quando visitou a Coreia do Norte em 1971, ficou impressionado com a maneira altamente pessoal como Kim governava a Coreia do Norte, lançando as "Teses de julho" quando retornou a Bucareste.